# ماندي كليمنس
ماندي كليمنس (بالإنجليزية: Mandy Clemens)‏ هي لاعبة كرة قدم أمريكية، ولدت في 3 سبتمبر 1978 في سان دييغو في الولايات المتحدة. شاركت مع منتخب الولايات المتحدة لكرة القدم للسيدات. أما مع النوادي، فقد لعبت مع Ajax America Women ‏.